# Tatort: Dunkle Zeit
Dunkle Zeit ist ein Fernsehfilm aus der Krimireihe Tatort, der für den Norddeutschen Rundfunk produziert wurde und am 17. Dezember 2017 seine Erstausstrahlung hatte. Es ist die 1039. Folge der Reihe und der neunte Fall von Kriminalhauptkommissar Thorsten Falke.

## Handlung
Die Partei „Die Neuen Patrioten“ (DNP), die sich von einer euroskeptischen Professoren-Partei hin zu einem rechten Sammelbecken entwickelt hat, befindet sich auf dem Weg in den Bundestag und alle Landtage. Kommissar Falke und seine Kollegin Julia Grosz werden zum persönlichen Schutz der DNP-Spitzenpolitikerin Nina Schramm abgestellt, weil sie immer häufiger Ziel von Hass-Posts und Morddrohungen wird. Nach einem ihrer Wahlkampfauftritte wird das Auto ihres Ehemannes in die Luft gesprengt, sodass dieser dabei ums Leben kommt. Er hatte kurz zuvor mit einem alten Parteifreund telefoniert und dabei seinen Parteiaustritt und einige Enthüllungen über die DNP angekündigt. Der Verdacht fällt anfänglich auf die Antifa-Szene, da aus deren Richtung zuvor ein Video im Internet veröffentlicht worden war, in dem seiner Frau mit ihrer Ermordung gedroht wird. Ebenfalls taucht auch noch auf der DNP-nahen Internetplattform „Stolz und Vorurteil“, hinter der der Medienstratege Peter Roman steckt, ein veröffentlichtes Überwachungsvideo auf, auf dem zwei schwarz Vermummte beim Anbringen der Autobombe zu sehen sind. Zudem haben sich die Antifa-Angehörigen Vincent Mark und Paula Naumann verdächtig gemacht und sind nun untergetaucht. Die Ermittler finden bei einer Hausdurchsuchung heraus, dass Vincent das Drohvideo gegen Nina Schramm erstellt hat und dabei von seiner Mutter gedeckt wurde, da diese, wie ihr Sohn auch, gegen die DNP ist und sie für Nationalsozialisten hält. Vincent und Paula halten sich vorübergehend in der Wohnung von Micha, einem Deutschrussen, auf, der ein Bild von Putin an der Wand hängen hat. Als die Polizei herausfindet, wo sie sich aufhalten und Michas Wohnung stürmt, fliehen die drei bewaffnet und entkommen. Bei der Durchsuchung der Wohnung fällt den Ermittlern auf, dass Micha Kontakt zur DNP hat. Es stellt sich schließlich heraus, dass Paula eigentlich Eva Kahlbauer heißt und schon seit Jahren untergetaucht ist, nachdem sie mehrere Anschläge auf Asylbewerberheime verübt hatte. Sie hatte sich in die Antifa-Szene eingeschlichen, um den mit dem Attentat zusammenhängenden Verdacht auf diese zu lenken. Micha war von Roman für den Mord angeheuert worden, um die Enthüllungen über eine EU-Gelder-Affäre der DNP zu vermeiden. Roman wird schließlich verhaftet, Eva erschossen und Micha entkommt durch Romans Hilfe nach Russland.

## Hintergrund
Der Film wurde vom 16. Mai 2017 bis zum 16. Juni 2017 in Hamburg und Umgebung gedreht.

## Rezeption

### Kritiken
„Dieser 'Tatort' vermisst vertikal alle Gestaltungsebenen der Neuen Rechten; die Fährten ins reale politische Spektrum rechts außen sind enorm. Autor und Regisseur Niki Stein hat Händchen dafür, viel Realität in seine komplexen Krimis zu holen. […] Der 'Tatort' als Spiegel politischer Machtkämpfe. […] Dass nach Kommissar Falke, dem Punkrocker, Kommissar Bukow, der Grungerocker unter den deutschen Fernsehkommissaren, den Diskurs mit dem Wutbürgertum fortsetzt, stimmt hoffnungsfroh. So kann es weitergehen, das Reden mit Rechten.“

„Die Episode 'Dunkle Zeit' von Niki Stein (Buch und Regie) zeigt, warum die Geschichten mit dem ja sehr populären Möhring nicht über Mittelmaß rauskommen. Anarchisten bedrohen Rechtspopulisten, ein Rechter fliegt mit seinem Auto in die Luft. Wer also war's? Ein Krimi vom Reißbrett, in dem am Anfang ein unverschämt platter Hinweis für die Auflösung gegeben wird. […] Dieser Tatort ist eine Sammlung von Klischees. Die Linken zu ungewaschen, die WGs zu alternativ, die Diabolischen zu diabolisch, die Geleckten zu geleckt, die Braven zu brav.“

„„Dunkle Zeit“ ist kein Seminar in rhetorisch-analytischer Widerlegung, aber beileibe nicht ohne Haltung. Er nimmt die Parolen der nun demokratisch gewählten Rechten auf und stellt sie dar. Dass der „Tatort“ sich des Themas annimmt, ist richtig und wichtig. Affirmation vermeidet er wie wohlfeile Entrüstung. Gänzlich gelungen ist sein Figurentableau nicht. Dass am Ende, Krimikonventionen geschuldet, Verschwörungstheorien bekräftigt werden, wenn auch anders als gedacht, ist schade.“

### Einschaltquote
Die Erstausstrahlung von Dunkle Zeit am 17. Dezember 2017 wurde in Deutschland von 7,87 Millionen Zuschauern gesehen und erreichte einen Marktanteil von 22,2 % für Das Erste.